# Lijst van burgemeesters van Leiderdorp
Dit is een lijst van burgemeesters van de Nederlandse gemeente Leiderdorp in de provincie Zuid-Holland.
| Ambtsperiode | Naam burgemeester                           | Partij of stroming | Bijzonderheden |
| ------------ | ------------------------------------------- | ------------------ | -------------- |
| 1825 - 1829  | Ch.Th. van Goor den Oosterlingh             |                    |                |
| 1829 - 1867  | P.G. (Pieter Glaudius) Hubrecht (1805-1874) |                    |                |
| 1867 - 1888  | G. van Geer                                 |                    |                |
| 1888 - 1902  | A.D. van Assendelft de Coningh              |                    |                |
| 1902 - 1928  | G. van der Valk Bouman                      |                    |                |
| 1928 - 1945  | K. Brug                                     | ARP                |                |
| 1945 - 1946  | M.P. Splinter                               |                    |                |
| 1946 - 1962  | K. van Diepeningen                          | CHU                |                |
| 1962 - 1968  | R.M. Gallas                                 | CHU                |                |
| 1969 - 1985  | M.A. van der Have                           | CHU / CDA          |                |
| 1985 - 1993  | A.J.A.L. Bruggeman                          | CDA                |                |
| 1993         | J. de Bruin                                 | CDA                | waarnemend     |
| 1993 - 2011  | M. Zonnevylle                               | VVD                |                |
| 2012 - 2023  | L.M. Driessen                               | VVD                |                |
| 2023 - heden | T. Struik                                   | VVD                |                |